# 看護大学
看護大学（かんごだいがく）は、4年制看護教育を行っている大学の通称である。
看護学部看護学科のみの単科大学から総合大学の医学部保健学科、医学部看護学科など看護教育を行っている4年制大学にはさまざまな形態がある。なお看護系大学と呼ぶ時には、保健師、助産師、看護師の国家試験受験資格を取得させ得る4年制大学及び省庁大学校を指し（日本看護系大学協議会 定款第７条）、国立看護大学校および防衛医科大学校が含まれる。

## 概要
日本赤十字看護大学のように、看護師等養成課程のみを有し「看護大学」の語が大学の名称に含まれている単科大学だけでなく、総合大学もしくは医科大学において、看護学科・保健学科看護学専攻を設置しているものについても看護大学と通称される。
これまで全ての看護大学で看護師・保健師統合プログラムが採用され、卒業時に看護師と保健師の国家試験受験資格が得られたが、近年、大学の増加に伴う保健師の養成過多を背景に、保健師養成課程を選択制としている大学が増え、看護師国家試験受験資格のみを得て卒業する学生の割合が増えてきている。助産師についても、学生が在学中に所定の科目（実習を含む）を選択することで、受験資格が得られる（通常、定員の1割程度）大学もあるが、こちらも教育内容の充実などを背景に学部卒業後の助産学専攻科や大学院などに養成が移行しつつある。なお、法律上、男性はこれらの養成課程を修了しても助産師になることはできない。
厚生労働省所管の国立看護大学校や防衛省所管の防衛医科大学校は、省庁大学校であるため、文部科学省所管の大学とは異なる。両省庁大学校は大学と同等の機能を有し、「学士 (看護学)」の学位は卒業と同時に大学改革支援・学位授与機構から授与される。
看護師不足、受験生の多い希望、看護教育の高度化などから、多くの大学において看護学科の設置が相次いでいる。短期大学からの昇格および新規設置がともにある。